# Mecidiye (1903)
Mecidiye – turecki krążownik pancernopokładowy z początku XX wieku, wodowany w 1903 roku, zbudowany w amerykańskiej stoczni Crampa. Należał kolejno do flot: tureckiej (Imperium Osmańskiego), rosyjskiej (Rosji carskiej) pod nazwą Prut i znowu tureckiej (Republiki Turcji). Był półbliźniaczą jednostką krążownika „Hamidiye”. Służył aktywnie w marynarce Imperium Osmańskiego podczas I wojny bałkańskiej i w początkowym okresie I wojny światowej na Morzu Czarnym. 3 kwietnia 1915 roku zatonął na minie pod Odessą, po czym został podniesiony i wcielony do floty rosyjskiej, lecz nie był intensywnie wykorzystywany bojowo. Po wojnie zwrócony Turcji, wycofany z czynnej służby w 1947 roku, został złomowany w latach 50.

## Budowa
Okręt został zamówiony w ramach programu modernizacji floty Imperium Osmańskiego z 1897 roku, powstałego na skutek słabości działań floty w wojnie grecko-tureckiej. Program zakładał modernizację starszych okrętów i budowę nowych, w tym dwóch pancerników, dwóch krążowników pancernych, dwóch krążowników pancernopokładowych o wyporności 5000 ton i dwóch małych o wyporności 2500 ton. Plany te w realizacji zostały jednak znacznie okrojone z przyczyn finansowych i podjęto decyzję o zamówieniu tylko jednego mniejszego krążownika pancernopokładowego. Okręt ten, późniejszy „Hamidiye”, zamówiono w 1900 roku w brytyjskiej firmie Armstrong Whitworth w Elswick, która opracowała plany w 1897 roku. Jego koszt wyniósł 456 tysięcy lir w złocie. Nieoczekiwanie marynarka osmańska wzbogaciła się jednak także o drugi podobny krążownik, zbudowany w USA. Przyczyną jego zamówienia stały się roszczenia rządu amerykańskiego, w wysokości początkowo 22 tysięcy lir z tytułu kompensacji mienia obywateli amerykańskich utraconego podczas rozruchów w Armenii w latach 1894-96, poparte groźbą wysłania eskadry okrętów amerykańskich do Stambułu. Strony doszły ostatecznie do porozumienia, obejmującego zamówienie w stoczni amerykańskiej krążownika dla floty osmańskiej, zbudowanego w oparciu o plany brytyjskie. Po negocjacjach, przy początkowej ofercie 585 tysięcy lir, 25 grudnia 1900 roku doszło do podpisania kontraktu ze stocznią William Cramp and Sons w Filadelfii na budowę krążownika za 355 tysięcy lir w złocie. 
Proces projektowania i budowy obu krążowników nie jest dobrze ustalony w źródłach. Oba okręty bywały traktowane jako jeden typ, ale ostatecznie były odmienne. Według niektórych publikacji, angielski projekt został nieco pomniejszony i zmieniony przez amerykańską stocznię, dla obniżenia ceny. Z informacji z epoki wynika jednak, że pierwotne zamówienie dotyczyło obu krążowników o wyporności 3250 ton. Ostatecznie zbudowany przez Armstronga okręt został powiększony w stosunku do pierwotnego projektu i jego wyporność sięgnęła 3904 ton. Krążowniki miały takie same uzbrojenie i podobne parametry, lecz „Mecidiye” był mniej udany – borykał się z problemami ze statecznością, wymagającymi stałej kontroli napełnienia zbiorników.
Stępkę pod budowę krążownika położono 7 listopada 1901 roku. Prowadzono ją pod numerem stoczniowym 315. Okręt wodowano 25 lipca 1903 roku, a próby morskie rozpoczęto w październiku tego roku. Nadano mu początkowo przy wodowaniu imię „Abdül Mecid” lub „Abdül Mecidiye” na cześć sułtana Abdülmecida. Okręt wszedł do służby 19 grudnia 1903 roku. Nazwę zmieniono na „Mecidiye” po rewolucji młodotureckiej w 1908 roku, przy czym nazwa ta również pochodziła od imienia sułtana Abdülmecida.

## Opis

### Opis ogólny i konstrukcja

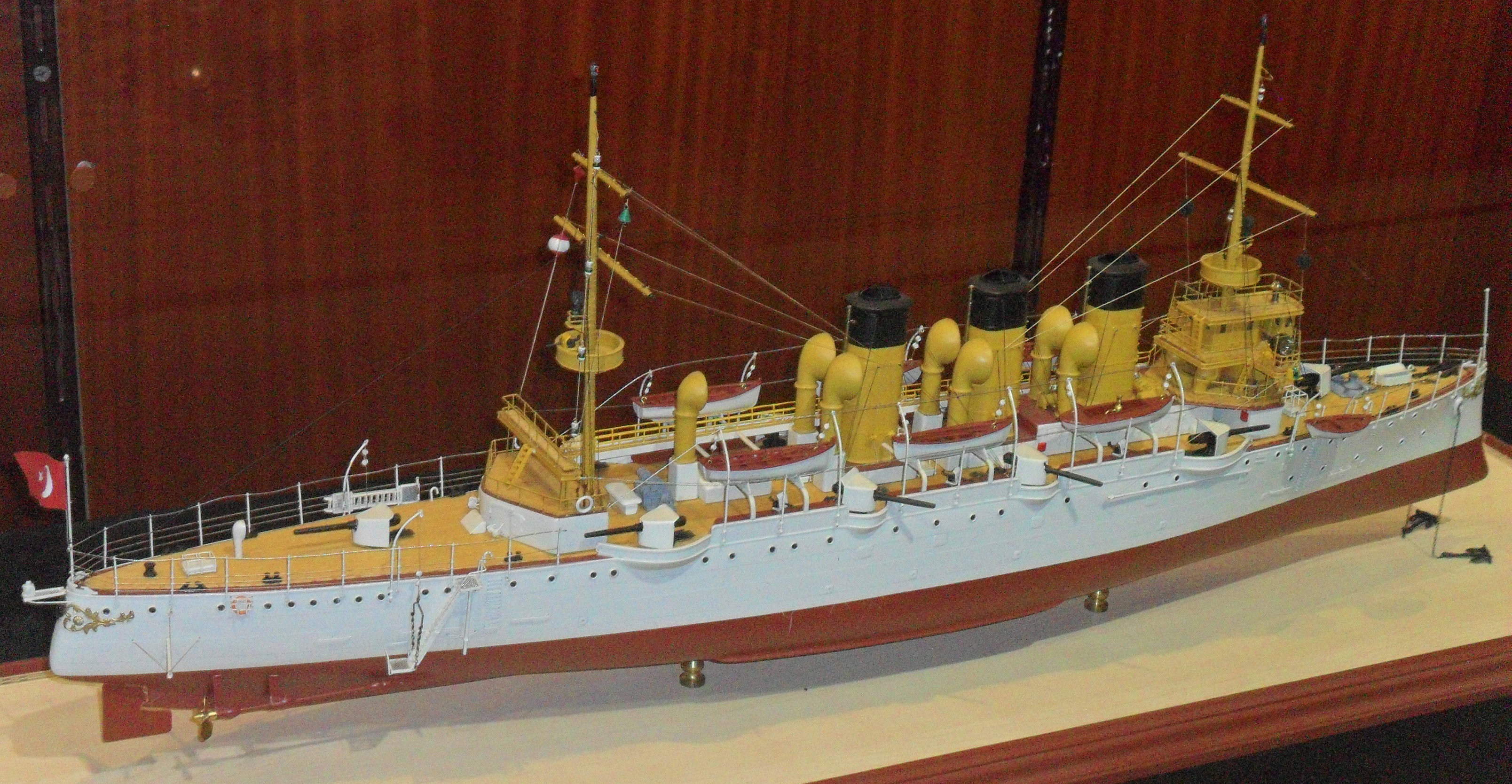
Model krążownika „Mecidiye”

Okręt był typowym krążownikiem średniej wielkości przełomu wieków. Kadłub był gładkopokładowy, z dziobnicą taranową. Zastosowanie konstrukcji gładkopokładowej zamiast stosowanego często w krążownikach tego okresu obniżenia pokładu na śródokręciu wpłynęło na lepszą dzielność morską. Na pokładzie dziobowym i rufowym ustawione były pojedyncze działa głównego kalibru, a pozostała artyleria rozmieszczona była na sponsonach burtowych na śródokręciu, osłoniętym podwyższonym nadburciem. Stewa rufowa miała formę nachyloną do przodu, symetryczną do dziobnicy. Krótka nadbudówka dziobowa była stosunkowo rozbudowana, z szerokimi skrzydłami mostka i przeszkloną kabiną nawigacyjną na najwyższej kondygnacji. Sylwetkę uzupełniały dwa maszty palowe, w tym dziobowy tuż za nadbudówką, i trzy cienkie kominy w równomiernych małych odstępach na śródokręciu. Najbardziej zauważalną różnicę w wyglądzie w stosunku do „Hamidiye” stanowiły znacznie większe wysokie nawiewniki między kominami. Zdjęcia wskazują, że „Mecidiye” miał też mostek z czterema oknami z przodu, a „Hamidiye” – z trzema (z czterema dopiero od lat 20.).
Kadłub był stalowy, wykonany w poprzecznym systemie wiązań z 84 głównymi wręgami co 1,22 m. Był podzielony grodziami poprzecznymi poniżej pokładu pancernego na 10 głównych przedziałów wodoszczelnych i miał dno podwójne. Okręt miał trzy ciągłe pokłady: pancerny, mieszkalny i górny. Większość blach poszycia miała grubość 9,5 mm.
Pomimo niezwiększenia wymiarów, okręt był przeciążony o 150 ton w stosunku do projektu i wyporność normalna wynosiła 3450 ton, a pełna 4030 ton. Według innych danych, wyporność normalna wynosiła 3485 ton, a pełna: 3967 ton. Po zbudowaniu zaś wyporność była podawana jako 3432 tony. Długość całkowita wynosiła 102,35 m, a długość na linii wodnej, zarazem między pionami – 100,5 m. Szerokość kadłuba wynosiła 12,84 m, a średnie zanurzenie 4,9 m, natomiast przy wyporności pełnej: 5,3 m. Na dziobie wysokość burt wynosiła 5,45 m, a na śródokręciu 4,45 m, lecz łącznie z nadburciami – 5,6 m. Niekorzystna była mała wysokość metacentryczna, wynosząca 0,1 m dla pustego okrętu i 0,31 m dla wyporności pełnej. Po remoncie w Rosji i dodaniu dodatkowego balastu, wysokość metacentryczna dla maksymalnej wyporności 4166 ton wzrosła do 0,61 m, aczkolwiek malała do 0,18 m po zużyciu paliwa i wody kotłowej.
Załoga etatowo liczyła początkowo 302 osoby, w tym 22 oficerów. Oficerowie tradycyjnie mieli kajuty na rufie, marynarze kubryki na dziobie. Podczas I wojny światowej, w 1915 roku załoga uległa zwiększeniu do 355 osób.

### Uzbrojenie

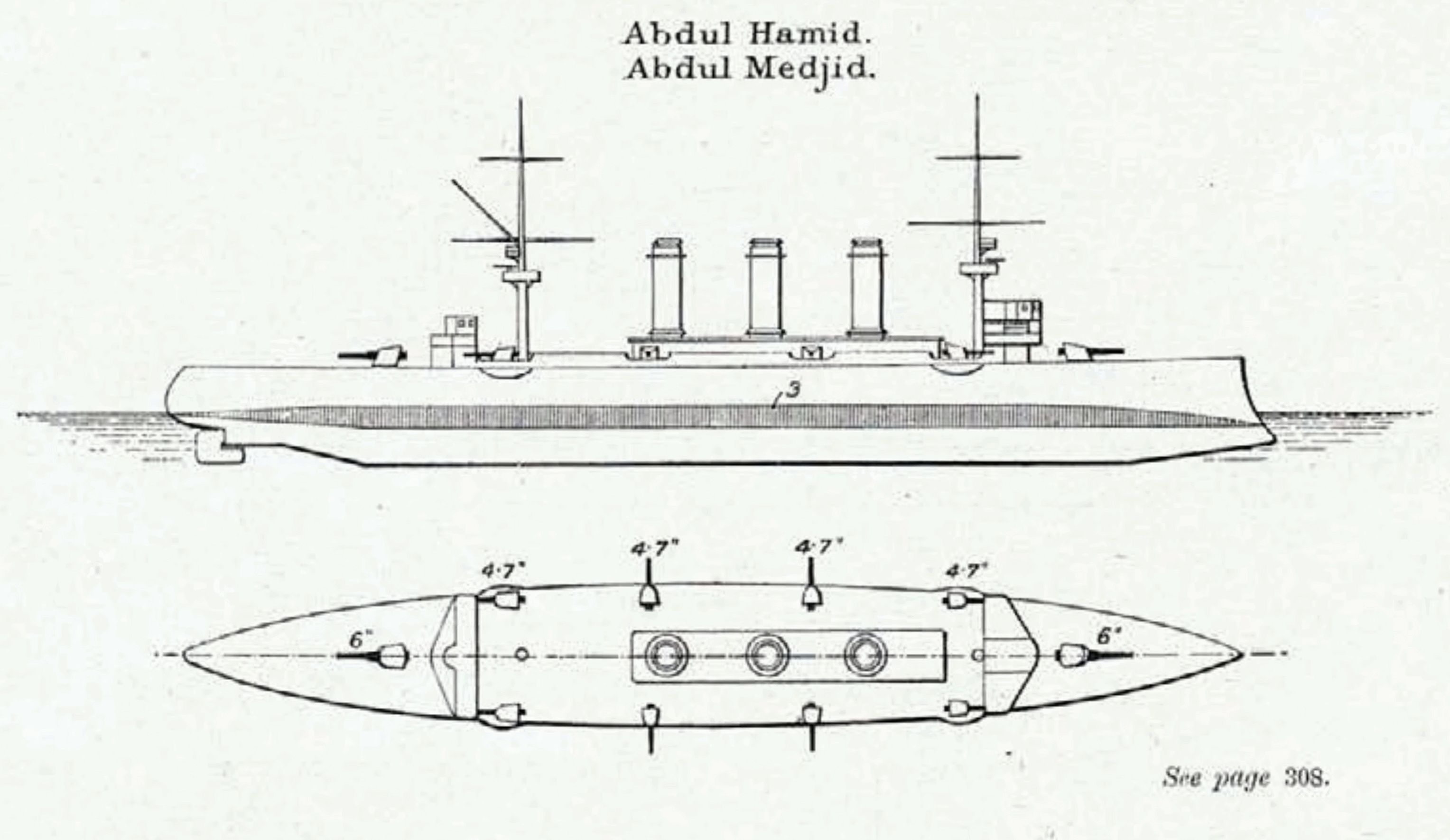
Schemat rozmieszczenia uzbrojenia i opancerzenia i uproszczona sylwetka krążowników „Hamidiye” i „Mecidiye”

Uzbrojenie artyleryjskie było pod względem kalibrów i liczby dział takie samo jak w „Hamidiye”, lecz wyprodukowane przez amerykańską firmę Bethlehem Steel. Artyleria główna była mieszana, a jej rdzeń stanowiły dwie pojedyncze armaty kalibru 152 mm Mk 2 o długości L/45 (45 kalibrów), ustawione na pokładzie dziobowym i rufowym w osi podłużnej okrętu, uzupełniane przez osiem pojedynczych armat kalibru 120 mm L/50 ustawionych po cztery na burtę. Wszystkie działa były umieszczone w płytkich maskach ochronnych. Długość przewodu lufy dział 152 mm wynosiła 6,71 m (L/44). Działa te były typu szybkostrzelnego (QF – quick firing) – z zamkiem śrubowym i amunicją rozdzielnego ładowania z ładunkami prochowymi z prochu bezdymnego w metalowych łuskach. Masa pocisku wynosiła 45,3 kg, prędkość wylotowa 793 m/s. Kąt ostrzału stanowisk na dziobie i rufie obejmował zakres 270°. Długość luf dział 120 mm wynosiła 5,82 m (L/48,5), a strzelały one amunicją zespoloną z pociskami o masie 20,4 kg. Zapas amunicji wynosił ogółem 300 pocisków 152 mm (150 na lufę) i 1400 kalibru 120 mm (175 na lufę) w dziobowych i rufowych komorach amunicyjnych. Amunicję z komór pod pokładem pancernym podawano ręcznie na pokład mieszkalny, a dopiero stamtąd dostarczały ją na pokład górny windy amunicyjne (dla dział 120 mm mieściły się pod skrzydłami dziobowego i rufowego mostka). Salwę burtową tworzyły dwie armaty 152 mm i cztery 120 mm.
Uzbrojenie pomocnicze do odpierania ataków torpedowców stanowiło 6 dział kalibru 47 mm i 6 działek kalibru 37 mm systemu Hotchkissa, z zapasem amunicji odpowiednio 1500 i 3000 nabojów. Z tego dwie armaty 47 mm były na skrzydłach rufowego mostka, dwie armaty 37 mm na skrzydłach dziobowego mostka, po jednej armacie 37 mm na marsach masztów, a pozostałe były umieszczone na burtach na śródokręciu. W 1914 roku zdjęto lekkie działka, w celu redukcji wysoko położonych mas, montując dwa karabiny maszynowe, w tym jeden na lawecie przeciwlotniczej.
Uzbrojenie uzupełniały dwie nadwodne ruchome wyrzutnie torpedowe kalibru 457 mm, z zapasem sześciu torped. Były one zamontowane w burtach pod nadbudówką dziobową i dysponowały kątem obrotu o 65° w kierunku dziobu. Stosowano torpedy C 45/91S o długości 5,1 m, masie 550 kg, w tym 98 kg materiału wybuchowego, o zasięgu 1200 m przy prędkości 27 węzłów. Wyrzutnie torped zostały również usunięte podczas remontu w 1914 roku, dla poprawy stateczności.
Po podniesieniu okrętu i jego remoncie wykonanym przez Rosjan, artylerię główną wymieniono na 10 dział kalibru 130 mm L/55. Długość lufy wynosiła 7,02 m. Używane były tylko pociski wybuchowe o masie 36,86 kg, a donośność maksymalna wynosiła 15 364 m przy kącie podniesienia 25°. Były to działa konstrukcji rosyjskiej Zakładów Obuchowskich, lecz z uwagi na przeciążenie zakładów, wyprodukowano je dla Rosji w brytyjskich zakładach Vickersa. Zapas amunicji wynosił 1600 nabojów rozdzielnego ładowania. Uzbrojenie uzupełniały cztery karabiny maszynowe Maxim kalibru 7,62 mm.

### Opancerzenie
Opancerzenie stanowił typowy dla krążowników pancernopokładowych wewnętrzny pokład pancerny w formie skorupy żółwia, chroniący magazyny amunicji, maszyny i kotły, umieszczony nieco ponad linią wodną i schodzący pod nią na dziobie i rufie. Po bokach pokład schodził skosami pod kątem 35° do burt, łącząc się z nimi na głębokości 1,22 m pod linią wodną. Jego grubość wynosiła 51 mm w płaskiej części środkowej i 102 mm  na bocznych skosach. Ponadto działa kalibru 152 mm miały maski ochronne o grubości 25,4 mm, a działa 120 mm lekkie maski przeciwodłamkowe. Najgrubszy pancerz miała wieża dowodzenia u podstawy nadbudówki dziobowej – grubość jej ścian wynosiła 114 mm, a dachu 51 mm, natomiast szyb komunikacyjny pod wieżą nie był opancerzony.
W rosyjskiej służbie zmieniono jedynie opancerzenie artylerii: działa 130 mm na dziobie i rufie otrzymały ważące 4,5 t głębokie maski z pancerzem grubości 76 mm od przodu, 25,4 mm z boków i 15 mm od góry. Pozostałe działa otrzymały tylko lekkie tarcze przeciwodłamkowe.

### Napęd
Napęd stanowiły dwie pionowe czterocylindrowe maszyny parowe potrójnego rozprężania, produkcji zakładów Crampa, napędzające dwie trójłopatowe śruby. Maszynownia miała łączną moc nominalną 12 000 KM (według innych źródeł, moc indykowaną 12 500 KM). Maszyny były umieszczone w jednym przedziale wodoszczelnym, podzielonym podłużną przegrodą. Parę dostarczało 16 kotłów wodnorurkowych typu Niclausse′a, produkcji zakładów należących do stoczni Crampa. Kotły umieszczone były w dwóch kotłowniach, w trzech grupach, z których spaliny odprowadzały osobne kominy: w dziobowej grupie cztery kotły, w środkowej sześć kotłów (rozdzielonych grodzią pomiędzy dwie kotłownie) i w rufowej sześć kotłów. W każdej grupie kotły były ustawione z dwóch stron, tyłami do siebie. Kotły miały ciśnienie robocze 18,7 atmosfer. Podczas prób okręt rozwinął prędkość 22,29 węzła. W 1913 roku był zdolny do rozwijania 18 węzłów. Normalny zapas paliwa wynosił 610 ton węgla, a maksymalna pojemność zasobni węglowych wynosiła 732 ton.
W 1917 roku po remoncie zamontowano na okręcie 10 kotłów wodnorurkowych produkcji zakładów Babcock & Wilcox, o łącznej powierzchni ogrzewalnej 2299,4 m² i ciśnieniu roboczym 18,7 atmosfer, zapewniających taką samą moc maszynowni 12 500 KM.

### Wyposażenie
Krążownik posiadał w oddzielnym przedziale za maszynownią dwie prądnice z maszynami parowymi dające prąd stały o napięciu 125 V i natężeniu 440 A. Pierwotnie wyposażony był w cztery reflektory do walki nocnej, o średnicy 60 cm, umieszczone po jednym na masztach i na skrzydłach mostka dziobowego. Poza reflektorami, głównymi odbiornikami energii elektrycznej były wentylatory i oświetlenie.
Po wejściu do służby, w nieznanej dokładnie dacie krążownik otrzymał dalmierz Barr & Stroud o bazie 76 cm (2,5 stopy) na marsie masztu dziobowego, w miejsce działka 37 mm. W 1914 roku otrzymał ponadto dalmierz Barr & Stroud o bazie 137 cm (4,5 stopy) na mostku.

## Służba

### Początek służby i wojny bałkańskie

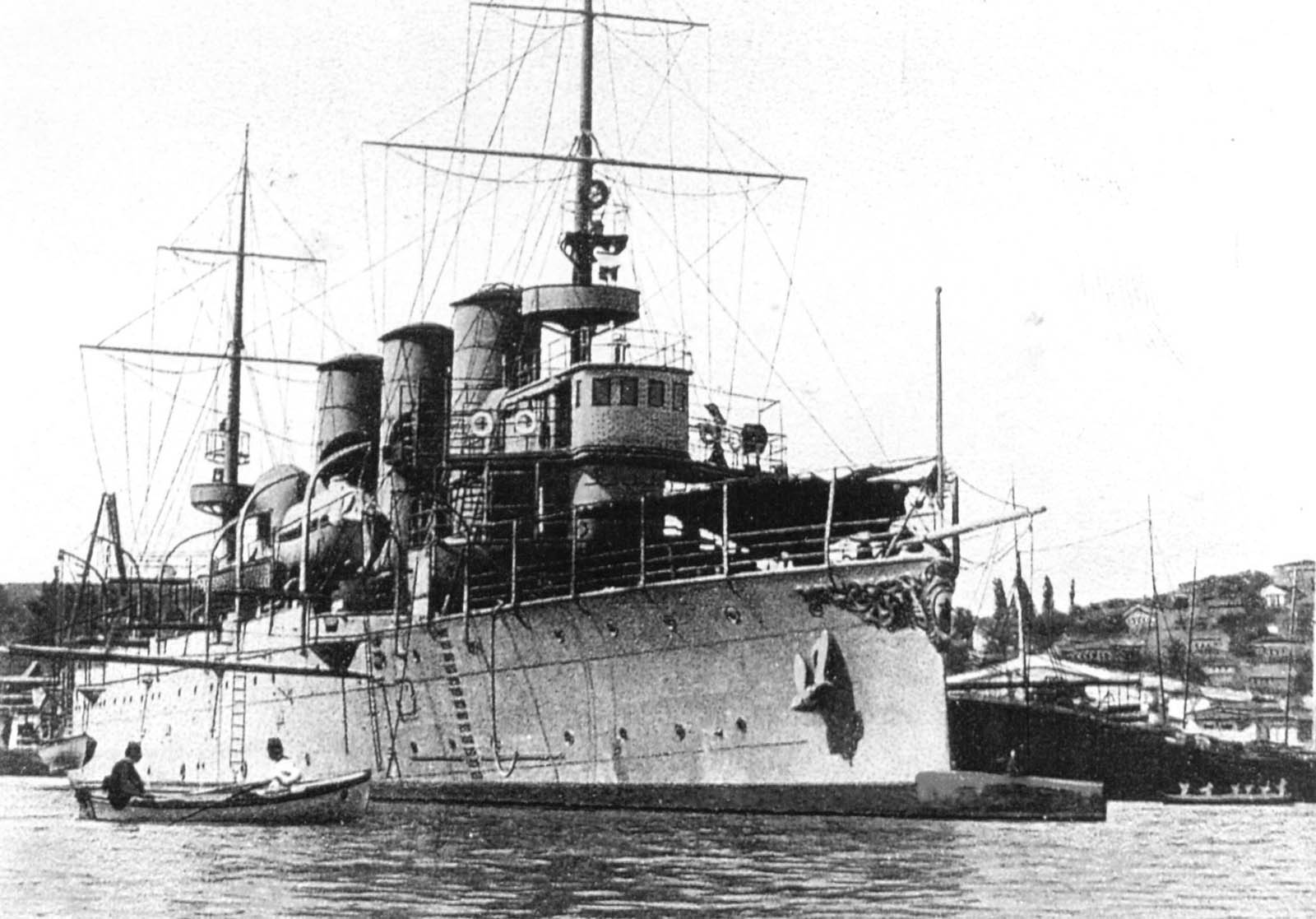
„Mecidiye” na początku służby

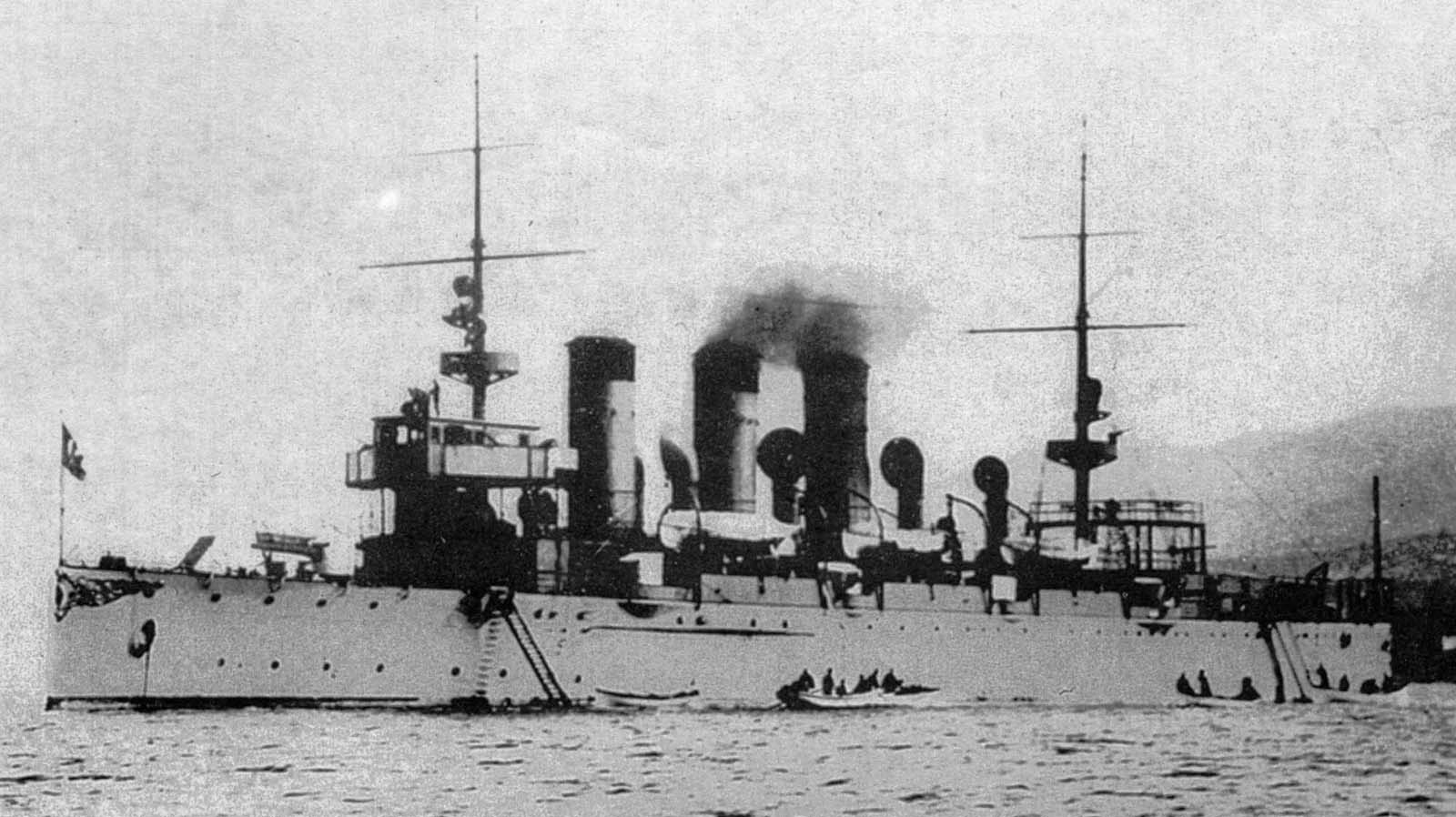
„Mecidiye” przed I wojną światową

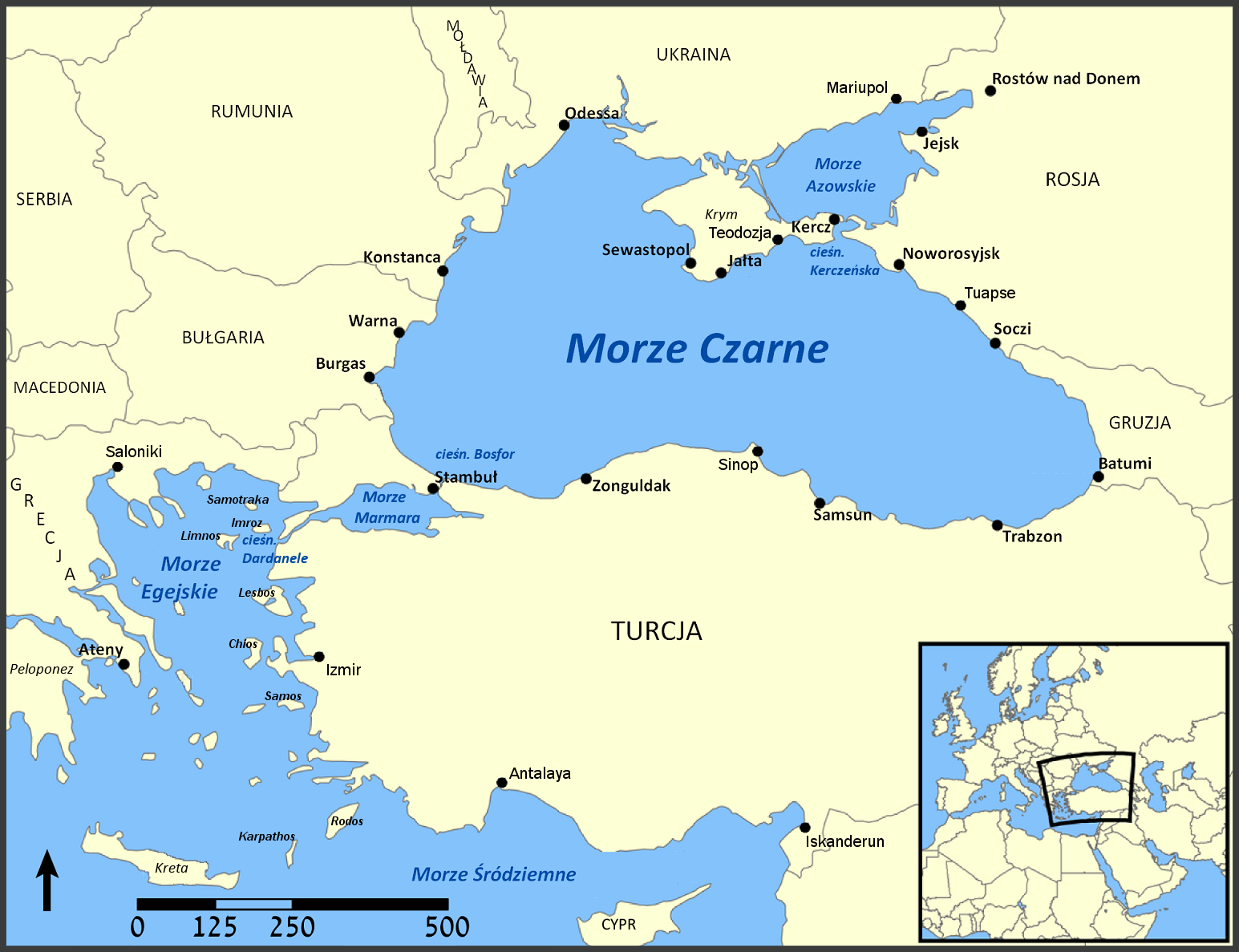
Mapa Morza Czarnego i wód Turcji

W maju 1909 roku „Mecidiye” wziął udział w pierwszych od ponad dwudziestu lat manewrach floty na Morzu Marmara, zorganizowanych dzięki pomocy oficerów brytyjskiej misji morskiej, wprowadzających reformy we flocie tureckiej. Podczas wojny włosko-tureckiej od września 1911 roku okręt, podobnie jak główne siły floty osmańskiej, nie był używany do aktywnych działań wojennych. 
Krążownik wziął udział w I wojnie bałkańskiej, uczestnicząc najpierw w blokadzie i patrolowaniu wybrzeża bułgarskiego. 21 października wraz z „Hamidiye” ostrzelał baterie nadbrzeżne wokół bułgarskiego portu w Warnie, bez większych rezultatów wobec braku ich aktywności, po czym odparł atak dwóch bułgarskich torpedowców, które wyszły z portu. 26 października krążownik znowu działał pod Warną, lecz został ostrzelany z dział nadbrzeżnych kalibru 240 mm i odszedł. 29 października osłaniał transport żołnierzy statkiem „Tarbara” z Trabzonu do Midye w europejskiej części Turcji oraz ich wyładunek. W związku z ofensywą bułgarską, w dniach 13-14 listopada oba krążowniki ostrzeliwały bułgarskie oddziały pod Çatalca na wybrzeżu Morza Marmara. 
„Mecidiye” został następnie skierowany do głównych sił floty działających z Dardaneli na Morzu Egejskim przeciw Grecji. 14 grudnia uczestniczył w potyczce tureckich niszczycieli z greckimi niszczycielami koło wyspy Imroz. 16 grudnia brał udział w pierwszym większym starciu z flotą grecką – bitwie koło przylądka Elli. 22 grudnia ponownie uczestniczył w potyczce z niszczycielami greckimi koło wyspy Bozca, po czym był atakowany przez grecki okręt podwodny „Delfin”, ale torpeda nie trafiła w krążownik. 4 stycznia 1913 roku „Mecidiye”, „Hamidiye” i krążownik torpedowy „Berk-i Satvet” stoczyły dwie potyczki z greckimi niszczycielami w okolicy wyspy Bozca. 10 stycznia krążowniki zostały wysłane w bezskuteczny pościg za niszczycielem „Doxa”. Ponownie krążowniki stoczyły nierozstrzygniętą potyczkę z greckimi niszczycielami 11 stycznia. 18 stycznia „Mecidiye” wziął udział w kolejnej bitwie morskiej koło wyspy Lemnos. 8 lutego 1913 roku „Mecidiye” należał do sił morskich osłaniających turecki desant pod Şarköy na Morzu Marmara. 22 lutego krążownik z niszczycielami odbył wypad z Dardaneli, mający odwrócić uwagę Greków od działań rajderskich krążownika „Hamidiye”, ale nie przyniósł on rezultatów. 11 kwietnia „Mecidiye” wziął udział w ostatnim starciu głównych sił, bez strat po żadnej ze stron

### I wojna światowa
Po wybuchu I wojny światowej, 3 sierpnia 1914 roku „Mecidiye” został skierowany do remontu i powrócił do gotowości 19 listopada tego roku. Od 21 listopada razem z krążownikami „Midilli” i „Hamidiye” osłaniał konwoje dostarczające zaopatrzenie do Trabzonu (Trapezuntu).
Dowództwo floty osmańskiej zaplanowało następnie operację zaczepną połączoną z demonstracją siły, polegająca na zbombardowaniu przez krążowniki „Mecidiye” i „Hamidiye” w eskorcie czterech niszczycieli z trałami portu w Odessie. Od strony Sewastopola osłonę stanowiły niemieckie okręty: krążownik liniowy „Yavuz Sultan Selim” i krążownik „Midilli”. Zespół wyszedł w morze 1 kwietnia i podszedł pod Odessę rano 3 kwietnia. Przed przystąpieniem do ostrzału, pomimo trałowania min przez niszczyciele, o 6.40, w odległości 15 mil morskich na północny zachód od latarni w Odessie, „Mecidiye” wszedł na rosyjską minę z zagrody postawionej 17 października poprzedniego roku przez stawiacz min „Dunaj”. Na skutek wybuchu po lewej burcie w rejonie przedniej kotłowni, zginęło 26 członków załogi. Pomimo prób przeciwdziałania, okręt pogrążał się w wodę, z przechyłem na lewą burtę, i dotknął dna na głębokości 12,8 metra. Ponieważ nie było szans na jego uratowanie, krążownik został dobity torpedą w część rufową przez niszczyciel „Yadigar-i Millet” i osiadł na dnie, z nadbudówkami nad wodą. Zdjęto z niego wcześniej załogę, wyrzucono zamki dział i dokonano innych zniszczeń. Po utracie krążownika tureckie okręty odeszły do bazy.

### Wydobycie i służba w Rosji

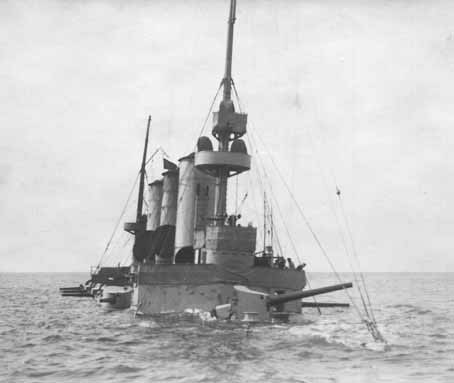
Zatopiony „Mecidiye” od dziobu

9 kwietnia Rosjanie rozpoczęli prace przygotowawcze do zbadania stanu okrętu i jego podniesienia oraz osłonili to miejsce dodatkową zewnętrzną zagrodą minową i skierowali do ochrony trzy kanonierki. W drugiej połowie kwietnia, po przetrałowaniu min wokół krążownika, podjęto prace przy demontażu uzbrojenia i łataniu poszycia, z udziałem nurków i specjalistów cywilnych ROPiT (Rosyjskiego Towarzystwa Żeglugi Parowej i Handlu). Ścięto też kominy i nawiewniki. 8 czerwca, przy pomocy kilku statków ratowniczych podniesiono okręt, wypompowując wodę, i odholowano do Odessy. Trudność sprawiało wciągnięcie nabierającego wody okrętu do pływającego doku stoczni ROPiT w Odessie, co ostatecznie udało się 14 czerwca (daty w nowym stylu). Rozpoczęto następnie remont, w oparciu o oryginalną dokumentację techniczną okrętu zakupioną 31 maja przez Rosję od stoczni Crampa za 5031 dolarów. W czasie oględzin, na krążowniku odnaleziono turecką książkę sygnałową i inne dokumenty, dostarczające wiedzy o stosowanych szyfrach. 27 czerwca (nowego stylu) krążownik został wciągnięty na listę floty, pod nazwą „Prut”, od nazwy rzeki, upamiętniającą zatopiony na początku wojny stawiacz min „Prut”. Ponieważ siła ognia dotychczasowych armat 120 mm została uznana za niewystarczającą, a nadto działa miały uszkodzone i przestarzałe celowniki, zdecydowano zamontować 10 nowocześniejszych dział kalibru 130 mm przeznaczonych pierwotnie dla budowanego z wielkimi opóźnieniami pancernika „Impierator Aleksandr III”. 29 października 1915 roku, w rocznicę zatopienia poprzedniego „Prutu”, podniesiono banderę i krążownik wyszedł na pierwsze próby morskie oraz został formalnie wcielony do czynnej służby. Okręt wymagał jednak dalszych prac poprawkowych, a próby wykazały duże problemy z kotłami Niclause′a, które były awaryjne i dodatkowo uszkodzone na skutek zatopienia; w efekcie, pomimo remontu, pękały ich rurki. 20 listopada krążownik był wizytowany przez cara Mikołaja II. 16 lutego 1916 roku zakończyły się próby odbiorcze okrętu. Dla usunięcia problemów z siłownią, w kwietniu 1916 roku zdecydowano zamówić nowe 10 kotłów w brytyjskich zakładach Babcock and Wilcox za 20 tysięcy funtów.
Oryginalne działa krążownika, z odnalezionymi zamkami, zdecydowano wykorzystać do innych celów. Dwa działa kalibru 152 mm wykorzystano dla wzmocnienia lądowej obrony w rejonie Odessy, cztery działa 120 mm ustawiono w twierdzy Sewastopol w okolicy latarni na przylądku Chersones, a po jednym dziale 120 mm zamontowano na stawiaczu min „Wielikij kniaz′ Aleksiej” i transportowcu nr 73. Sześć dział 120 mm zostało następnie w 1917 roku wysłanych do Flotylli Północnego Oceanu Lodowego w celu uzbrojenia statków. Dwa zachowały się do XXI wieku w charakterze pomników na wyspie Mudjug na Morzu Białym w rejonie Archangielska.

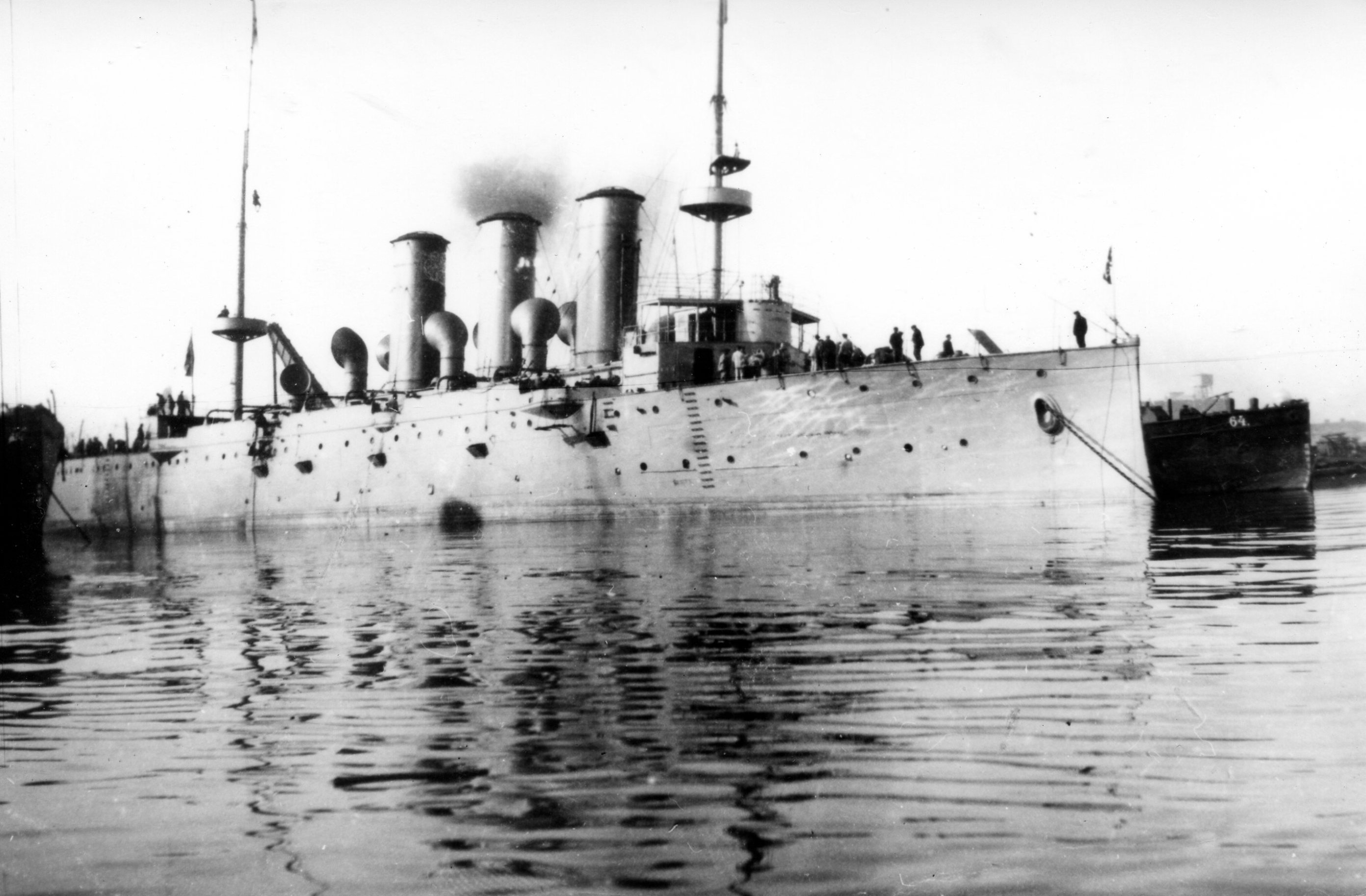
„Prut” w 1915 roku, przed montażem uzbrojenia

24 lutego 1916 roku krążownik przeszedł z Odessy do głównej bazy floty w Sewastopolu i 27 lutego formalnie rozpoczął służbę bojową (kampanię), dozorując w bazie. Pierwszą i jedyną operacją bojową była eskorta statków transportujących wojsko do rejonu Trapezuntu, do przeprowadzenia operacji trapezunckiej. „Prut” jako okręt flagowy zespołu wyszedł w tym celu z portu 27 marca 1916 roku i, borykając się z niesprawnościami kotłów, w ciągu kolejnych dni eskortował siły z Odessy przez Noworosyjsk do Rize 7 kwietnia, powracając przez Batumi do Sewastopola 14 kwietnia. Dowódcą był wówczas komandor porucznik W. Czajkowski.
8 czerwca krążownik skierowano do powtórnego remontu w Sewastopolu, w celu montażu nowych kotłów i usunięcia innych usterek, w tym dokładniejszego remontu dna, uszkodzonego po zatonięciu. Dla zmniejszenia wysoko położonych mas zdemontowano cztery środkowe działa 130 mm, które ustawiono po dwa na kanonierce dunajskiej K-15 i krążowniku pomocniczym „Dakija”, przy czym zamierzano zamienić je na działa przeciwlotnicze kalibru 76 mm. Prace szły powoli i dopiero we wrześniu 1917 roku zaczęto montować nowe kotły, dostarczone uprzednio w częściach z Wielkiej Brytanii. Po rewolucji październikowej w listopadzie 1917 roku i wybuchu wojny domowej, zaprzestano dalszych prac.
1 maja 1918 roku wojska niemieckie zajęły Sewastopol i przejęły krążownik, znajdujący się w remoncie, z rozmontowanymi maszynami i usuniętymi dwoma tylnymi kominami. 13 maja przekazano okręt flocie tureckiej, gdzie przywrócono mu imię „Mecidiye”. Między 13 a 15 lipca został odholowany przez krążownik „Hamidiye” do Stambułu. Nadal niewyremontowany, został zakotwiczony w Złotym Rogu.

### Okres międzywojenny i II wojna światowa

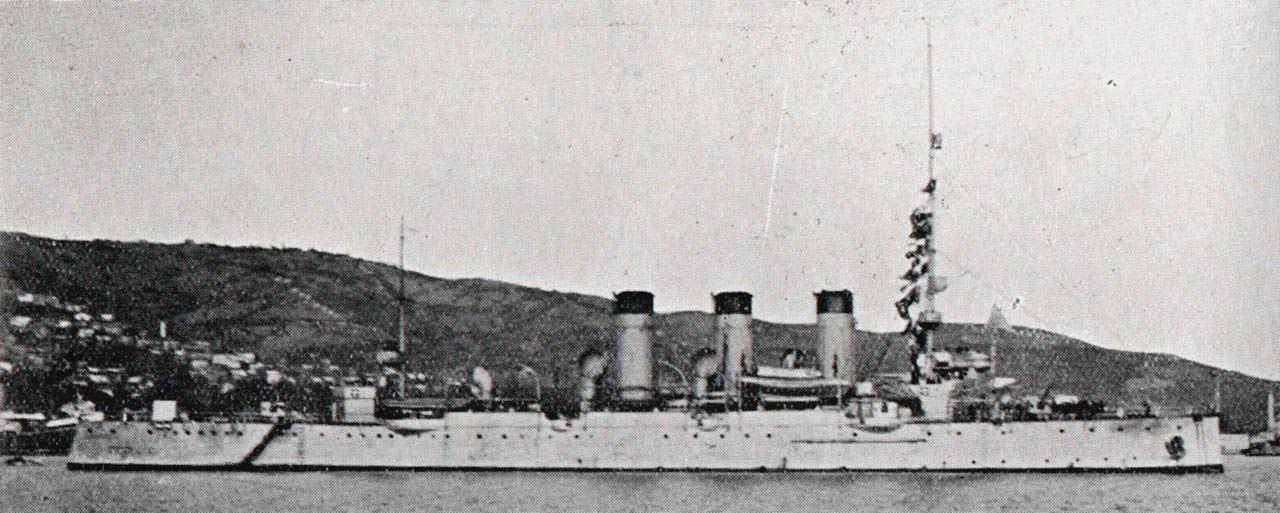
„Mecidiye” w 1932 roku

Po zakończeniu I wojny światowej „Mecidiye” wraz z wieloma innymi okrętami tureckimi był od 3 listopada 1918 roku w związku z zawieszeniem broni internowany przez siły ententy na Morzu Marmara. W związku z rozpadem Imperium Osmańskiego i powstaniem Turcji oraz rozpoczęciem konferencji w Lozannie, internowane okręty (w tym „Mecidiye”) przekazano pod koniec 1922 roku flocie tureckiej. Dopiero w 1925 roku Turcy zdecydowali się wyremontować stary krążownik i w latach 1925–27 w stoczni w Gölcük przeprowadzono jego remont. Do służby ponownie wszedł 1 czerwca 1928 roku. Wobec braków dział, uzbrojenie stanowiły tylko cztery armaty 130 mm, z którymi przypłynął do Turcji, oraz cztery działa 75 mm i dwa małokalibrowe. Mógł rozwijać prędkość do 20 węzłów. We wrześniu 1928 roku wziął udział w pierwszych dużych manewrach floty tureckiej. W 1930 roku otrzymał dodatkowo dwa działa kalibru 152 mm na dziobie i rufie. W  1932 roku został wcielony do Floty Rezerwowej. Służył głównie do szkolenia palaczy.
Po wybuchu II wojny światowej armaty kalibru 75 mm zamieniono na przeciwlotnicze i dodano dwie platformy przeciwlotniczych karabinów maszynowych. Uprzednio skrócono również maszt rufowy do wysokości marsu, a jak wynika ze zdjęć, podczas wojny w ogóle go usunięto, zastępując platformą ze stanowiskiem kierowania ogniem. Otrzymał również podczas wojny kontrastowy geometryczny kamuflaż. Od 1940 roku był faktycznie wycofany ze służby, stojąc w Izmirze. 
Skreślony z listy floty 29 kwietnia 1947 roku. Sprzedany na złom w 1952 roku. Ostatecznie został rozebrany do 1956 roku.